# Празький гріш
Пра́зький гріш (лат. grossus Pragensis, чеськ. pražský groš, нім. Prager Groschen, пол. grosz praski) — срібна монета типу грош, одна з найпопулярніших монет Середньовіччя, яку карбували з 1300 по 1547 роки. Широко використовувалася в країнах Центральної та Східної Європи: Чехії, Німеччині, Австрії, Польщі, Угорщині, Литві, Русі. Саме від цієї монети в українській та білоруській мовах походить загальний термін гроші.

## Походження

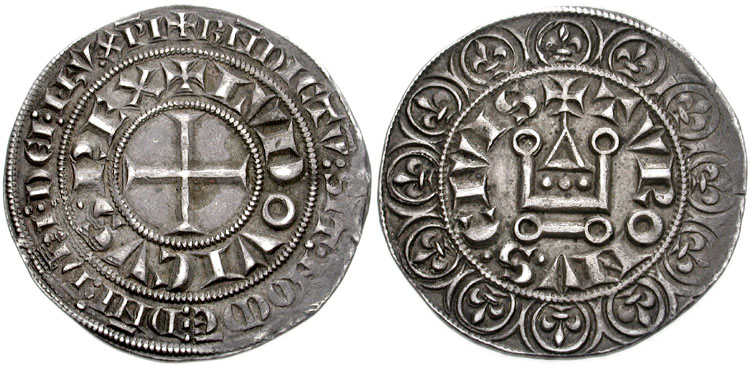
Турський грош Людовика IX (1266), що, як вважається, слугував моделлю для празького гроша

Карбувати празькі гроші почав у 1300 році чеський король Вацлав II (1287—1305). Вважається, що зразком для них стали французький турський грош (турноза). Як і французький, празький гріш дорівнював 12 монетам меншого номіналу (парвусів або ж празьких денаріїв). Однак чеська дослідниця Ногейлова-Пратова доводить, що зовні празький гріш найподібніший до мессінської золотої монети pierrealed. Оскільки в проведенні грошової реформи Вацлаву II допомагали італійці, серед яких три флорентійські банкіри, то італійський вплив імовірніший. Основою реформи була празька гривня, з 253,14 грамів якої били 64 гроші по 3,96 грамів (так мало бути, насправді монета не завжди була повноцінною). Тож насправді нові монети ґрунтувалися на властиво чеській грошово-ваговій основі.

## Грошова реформа

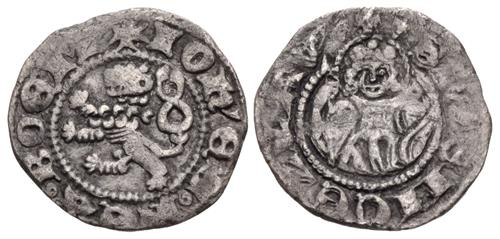
Богемський парвус (монета в 1/12 гроша) короля Яна Люксембурзького (1310—1346)

Після появи грошів у Чехії було офіційно заборонено вільні торгівлю та обіг срібла, що його відтепер слід було в обов'язковому порядку зміняти на монету. Власники ж срібних копалень мали усе видобуте срібло здавати на державний монетний двір. Саме цим пояснюється розташування монетного двору не в столичній Празі, а в центрі видобутку срібла — Кутній Горі. Іноземцям заборонялося купувати та вивозити срібло з Чехії інакше як у змонетованому вигляді. Так держава узяла владу над грошовим ринком, король отримав доходи з торгівлі сріблом, що на той час було основою багатства Чехії та її головним вивізним товаром.

## Розвиток та псування монети

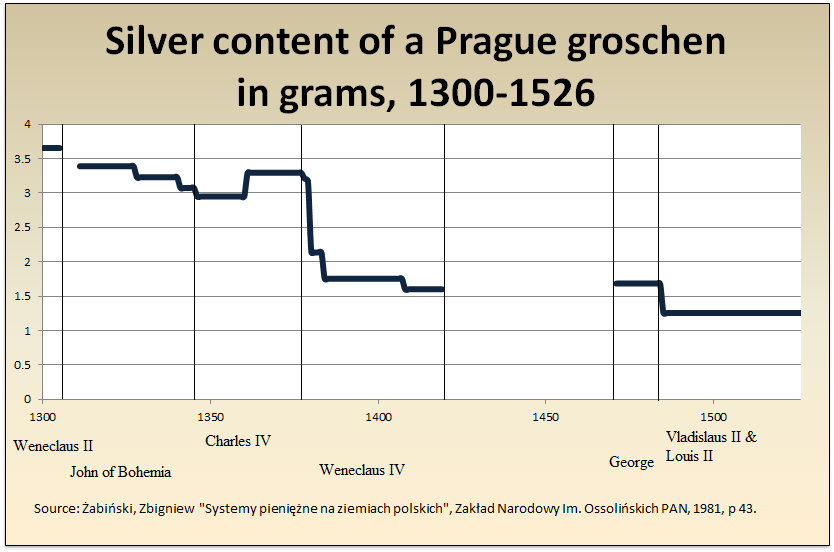
Динаміка зміни вмісту срібла в Празькому гроші

За весь час існування, з червня 1300 по серпень 1547, гроші мали однаковий діаметр та малюнки з обох сторін. На лицьовому боці зображувалася корона, ім'я у внутрішній круговій легенді, наприклад WENCEZLAVS SECVNDVS та титул чеського короля у зовнішній легенді, наприклад DEI GRATIA REX BOEMIE. Зі зворотного боку зображувався крокуючий лев в короні (чеський лев) та назва монети в множині — GROSSI PRAGENSES. В XIV столітті гроші карбували якісно з гарними художніми деталями. В XV столітті монети гірші — зображення розмиті, деталі значно грубіші. За сторіччя монета полегшала майже на грам. Якщо на початку XIV століття вона зазвичай важила 3,8-3,5 грамів, то в перших десятиліттях XV вже близько 2,4 грами. Окрім того, дуже знизився вміст срібла. Спершу гроші були доброю монетою з майже щирого срібла 933 проби, але вже в другій декаді XIV століття срібла в монеті було хіба половина.
Зазвичай монети поганої якості — це гроші карбування часів короля Вацлава IV (1378—1419), що був не лише чеським королем, але й імператором Священної Римської імперії. Зміна якості празьких грошей і зниження вмісту в них срібла були офіційно затверджені указом 1407 року. В порівнянні з його ж емісіями до цього року, вага празького гроша зменшилася на 0,5-0,7 грамів.
Ряд фактів свідчать, що й після смерті Вацлава IV монети з його ім'ям — внутрішньою легендою WENCESLAUS TERCIUS, продовжували карбуватися у величезних кількостях старими штемпелями.

## Міжнародний обіг грошів

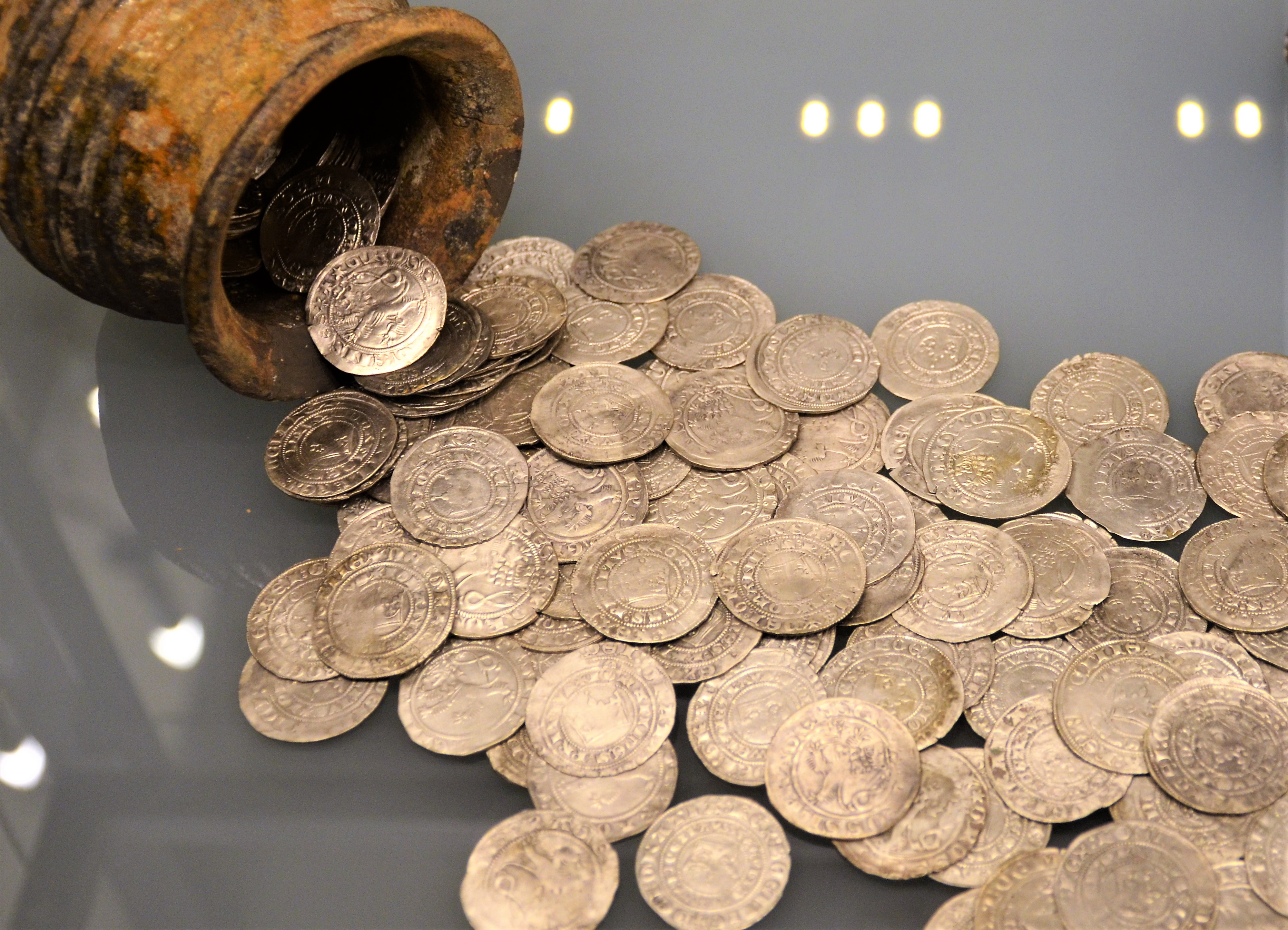
Клад монет з празькими грошами (Ринкова площа Велички)

Завдяки якості празькі гроші як «щиросрібна» монета в першій половині XIV сторіччя подібно до гро турнуа поза Францією виконували роль міжнародного платіжного засобу. Фактично вони заміняли золоту монету. Є письмові свідчення того, що в Австрії, Угорщині та південній Німеччині празькі гроші використовувалися для оплати великих угод як у внутрішній, так і в міжнародній торгівлі. В тогочасній Русі вони були поширені в Галицько-Волинському князівстві. Також їх знаходять в містах, пов'язаних з міжнародною торгівлею — в Києві, Смоленську.
З другої половини XIV століття завдяки розвитку та певному впорядкуванню грошового обігу Європи грош стає монетою середнього номіналу. Він займав проміжне положення між дрібною розмінною монетою типу денарія та золотими монетами типу дуката та флорина. Роль празьких грошів як міри вартості та оборотної монети зростає в багатьох європейських країнах — Австрії, Польщі, південній та східній Німеччині, де вони часто перебивалися. За документами, на землях Галицько-Волинського князівства в другій половині XIV та на початку XV століття празькі гроші були офіційним платіжним засобом.

## Знахідки на території сучасної України
«Долар» XIV—XV ст. знайшли на Волині. 29 срібних монет археологи виявили у селі Полонка Луцького р-ну. На середньовічний скарб натрапили на березі річки Чорногузка, розкопуючи давню землянку. Науковці припускають, що гроші могли заховати перед нападом татар або ж 1431 року, коли війська польського короля Владислава ІІ Ягайла облягли Луцьк, який обороняли прибічники князя Свидригайла.
Зі слів археолога Михайла Вашета, еталонний «пражак» важив 3,96 грама. Він мав високий вміст срібла. За один празький гріш у ті часи можна було купити корову.
|  | «Думаємо, що знайшли лише залишки скарбу, бо виглядає так, наче його пограбували — село популярне серед «чорних» археологів» |

Директор державного підприємства «Волинські старожитності» Олексій Златогорський додає:
|  | "Такий скарб бачу вперше за 10 років. Гроші були поширені, й часом археологи знаходять одну-дві монети. Але щоб одразу цілий скарб — це фантастика. Чому кажемо, що це саме скарб, а не просто загублені монети? Бо їх знайшли у житлі. Значить, власникові цих грошей треба було їх заховати" |